# 精干蟹科
精干蟹科（学名：Iphiculidae）是十足目下的一个科。

## 下属分类
本科包括以下属：
- 精干蟹属 Iphiculus Adams & White, 1849
- 拟精干蟹属 Pariphiculus Alcock, 1896